# Ruster
Ruster Santos D'Ajuda, noto semplicemente come Ruster (Porto Seguro, 24 agosto 1996), è un calciatore brasiliano, attaccante del Pelotas.

## Caratteristiche tecniche
È un'ala destra.

## Carriera
Il 3 marzo 2019 ha esordito in Primeira Liga disputando con il Portimonense l'incontro perso 3-1 contro lo Sporting Lisbona.

## Statistiche
Statistiche aggiornate al 13 aprile 2019.

### Presenze e reti nei club
| Stagione          | Squadra           | Campionato        | Campionato | Campionato | Coppe nazionali | Coppe nazionali | Coppe nazionali | Coppe continentali | Coppe continentali | Coppe continentali | Altre coppe | Altre coppe | Altre coppe | Totale | Totale | Totale |
| Stagione          | Squadra           | Comp              | Pres       | Reti       | Comp            | Pres            | Reti            | Comp               | Pres               | Reti               | Comp        | Pres        | Reti        | Pres   | Reti   |        |
| ----------------- | ----------------- | ----------------- | ---------- | ---------- | --------------- | --------------- | --------------- | ------------------ | ------------------ | ------------------ | ----------- | ----------- | ----------- | ------ | ------ | ------ |
| 2015              | Mogi Mirim        | A1/SP+B           | 0+5        | 0          | CB              | 0               | 0               |                    | -                  | -                  |             | -           | -           | 5      | 0      |        |
| 2016              | Mogi Mirim        | A1/SP+C           | 3+0        | 0          | CB              | 0               | 0               |                    | -                  | -                  |             | -           | -           | 3      | 0      |        |
| 2017              | Matonense         | A3/SP             | 10         | 1          | CB              | 0               | 0               |                    | -                  | -                  |             | -           | -           | 10     | 1      |        |
| 2017              | Mogi Mirim        | A1/SP+C           | 0+4        | 0          | CB              | 0               | 0               |                    | -                  | -                  |             | -           | -           | 4      | 0      |        |
| Totale Mogi Mirim | Totale Mogi Mirim | Totale Mogi Mirim | 12         | 0          |                 | 0               | 0               |                    | -                  | -                  |             | -           | -           | 12     | 0      |        |
| 2018              | Velo Clube        | A3/SP             | 18         | 3          | CB              | 0               | 0               |                    | -                  | -                  |             | -           | -           | 18     | 3      |        |
| 2018              | Mirassol          | A1/SP+D           | 0+5        | 0          | CB              | 0               | 0               |                    | -                  | -                  |             | -           | -           | 5      | 0      |        |
| 2018-gen. 2019    | Varzim            | LdH               | 15         | 3          | CP+CdL          | 0+5             | 2               |                    | -                  | -                  |             | -           | -           | 20     | 5      |        |
| gen.-giu. 2019    | Portimonense      | PL                | 9          | 1          | CP+CdL          | 0               | 0               |                    | -                  | -                  |             | -           | -           | 9      | 1      |        |
| Totale carriera   | Totale carriera   | Totale carriera   | 69         | 8          |                 | 5               | 2               |                    | -                  | -                  |             | -           | -           | 74     | 10     |        |